# Обдурений (фільм, 2017)
«Обдурений» (англ. The Beguiled) — американський фільм-драма 2017 року, поставлений режисеркою Софією Копполою. Стрічку було відібрано для участі в основній конкурсній програмі 70-го Каннського міжнародного кінофестивалю (2017) у змаганні за Золоту пальмову гілку .

## Сюжет
Дії фільму розгортаються за часів Громадянської війни в США. У прихований від зовнішнього світу жіночий пансіон в лісах Луїзіани, шукаючи допомоги й укриття, потрапляє поранений янкі (Колін Фаррелл). З цієї миті таємничий особняк опинився в полоні фатальної спокуси. З появою «темного диявола» світловолосих аристократок, які багато років пригнічували свою сексуальність, охоплює сексуальний потяг до гостя і дух суперництва. Це призводить до низки неочікуваних подій…

## У ролях
| • Ель Феннінг   | … | Алісія            |
| • Ніколь Кідман | … | Марта Фартсворт   |
| • Кірстен Данст | … | Едвіна Дебні      |
| • Колін Фаррелл | … | Джон Макберні     |
| • Ангурі Райс   | … | Джейн             |
| • Уна Лоуренс   | … | Емі               |
| • Еддісон Рікі  | … | Марі              |
| • Емма Говард   | … | Емілі             |
| • Метт Сторі    | … | солдат-конфедерат |
| • Вейн Пер      | … | капітан           |

## Знімальна група
- Автор сценарію — Софія Коппола
- Режисер-постановник — Софія Коппола
- Продюсери — Роман Коппола, Софія Коппола, Юрі Генлі
- Виконавчі продюсери — Роберт Ортіз, Фред Роос, Енн Росс
- Оператор — Філіп Ле Сурд
- Монтаж — Сара Флек
- Художник-постановник — Енн Росс
- Художник по костюмах — Стейсі Баттат
- Художник-декоратор — Емі Бет Сільвер
- Артдиректор — Дженніфер Деган

## Факти
Фільм є екранізацією готичного роману Томаса Куллінана «Розмальований диявол», який вже був екранізований у 1971 році під такою ж назвою — «Обдурений» (реж. Дон Сігел) з Клінтом Іствудом у головній ролі. В одному з інтерв'ю Софія Коппола зазначила стосовно свого фільму: «Спираюся не на той знаменитий фільм, а на першоджерело — роман Томаса Куллінана. Я вирішила не переробляти „Обдуреного“, а зняти оригінальну стрічку».

## Нагороди та номінації
| Список нагород та номінацій         | Список нагород та номінацій | Список нагород та номінацій | Список нагород та номінацій | Список нагород та номінацій | Список нагород та номінацій |
| Кінопремія                          | Дата церемонії              | Категорія                   | Номінант(и)                 | Результат                   | Дж                          |
| ----------------------------------- | --------------------------- | --------------------------- | --------------------------- | --------------------------- | --------------------------- |
| Каннський міжнародний кінофестиваль | 28.05.2017                  | Золота пальмова гілка       | Обдурений                   | Номінація                   | [ 1 ]                       |